# Мак восточный
Мак восто́чный, или Мак малоли́стный (лат. Papaver orientale) — многолетнее травянистое растение, вид травянистых растений из рода Мак (Papaver) семейства Маковые (Papaveraceae).

## Ботаническое описание
Многолетнее травянистое растение.
Стебли прямостоячие, толстые, маловетвистые, чаще простые, 40-90 см высотой, внизу густо оттопыренно-щетинисто-мохнатые; щетинки белые. Стебель может быть очень коротким с 1—2 небольшими листьями.
Листья до 30 см длиной, прикорневые на длинных щетинистых черешках (4—6 см длиной), пластинка в очертании продолговатая, ланцетная или продолговато-ланцетная, просто перисто-рассечённая, с большим числом сегментов; сегменты продолговатые или чаще ланцетные, острые, редко цельнокрайные, чаще остро-зубчатые, кончаются сильной щетинкой, нижние раздвинутые, верхние сближенные, самые верхние сливающиеся в остро-зубчатую, конечную, постепенно заострённую лопасть. Стеблевые листья сходные с прикорневыми, уменьшенные; самые верхние сидячие.
Цветоножки длинные (до 35 см длиной), толстые, почти белые от прижатых жёстких щетинок. Бутоны яйцевидные или широко-овальные, 2—3 см длиной, покрыты оттопыренными белыми щетинками. Чашелистиков 2—3; венчики крупные, красные; лепестки в числе четырёх или шести, почти округлые, до 9 см длиной, оранжево-огненно-красные или розово-красные, с чёрным квадратным пятном выше основания или без него. Нити тычинок тёмные, кверху несильно расширенные; пыльники продолговатые, фиолетовые. Цветёт в июне — июле.
Плод — сизая, голая, обратнояйцевидная коробочка, 2—3 см длиной; диск плоский, с (8)13—15 лучами, плёнчатый, зубцы его короткие, тупые, почти усечённые, жёсткие.
Описан из окрестностей Эрзерума.

## Распространение
Кавказ: Армения, Азербайджан, Грузия; Западная Азия: Иран (северо-запад), Турция (северо-восток).
Растёт на лугах, реже каменистых склонах в горно-лесном и субальпийском поясах.
С конца XIX века идёт активный процесс селекционной работы и его использования в декоративном цветоводстве. В настоящее время существует большое количество различных сортов данного вида с различной окраской.
|                                    |  |  |
| Слева направо: бутон, цветок, плод |  |  |

## Сорта
- Royal Wedding. Высота до 80 см. Цветки относительно большие, до 15 см в диаметре. Лепестки гофрированные, белые и чёрными пятнами в центре. Распускается в июне, цветение продолжается в течение двух недель. На одном взрослом, хорошо сформированном кусте может одновременно распускаться до 10 цветков[2].
- Patty’s Plum. Высотой около 90 см. Цветки одиночные, крупные, до 18 см в диаметре, шелковистые, с почти чёрным пятном в центре. Окраска розовато-лиловая, напоминающая цвет сливы, за что сорт и получил своё название. Лепестки слегка волнистые. В дождливую погоду могут не раскрыться. Распускается с конца мая, цветёт в течение двух недель. Прикорневые листья крупные, перисто-рассечённые, длиной до 30 см, стеблёвые меньше[2].
- Plum Pudding. Высотой до 75 см. Цветки крупные, сливово-розовые, лепестки гофрированные. Этот сорт похож на 'Patty’s Plum', но был выведен позже. Отличается повторным цветеним в конце лета, более прочным цветоносом. Цветение начинается в начале июня и продолжается в течение трёх недель[2].
- Double Pleasure. Сорт выведен в Голландии, высота до 75 см. Цветки крупные, диаметром до 18 см. Лепестки волнистые, перламутрового розовато-лососевого цвета. Цветёт в конце мая — в июне[2].